# Luísa da Grã-Bretanha
Luísa da Grã-Bretanha (em inglês: Louise; Londres, 18 de dezembro de 1724 – Copenhague, 19 de dezembro de 1751) foi a primeira esposa do rei Frederico V e rainha consorte do Reino da Dinamarca e Noruega de 1746 até sua morte. Era a filha mais nova do rei Jorge II da Grã-Bretanha, e sua esposa Carolina de Ansbach.

## Primeiros anos
Luísa nasceu no dia 18 de dezembro de 1724 na Casa Leicester, Londres, sendo a última criança, quinta filha, nascida de Jorge, Príncipe de Gales e Carolina de Ansbach. Foi lá baptizada no dia 22 de dezembro. Os seus padrinhos foram a sua irmã mais velha, a princesa Amélia da Grã-Bretanha, sua prima, a princesa Luísa Ulrica da Prússia, representada na cerimônia por Sarah Lennox, duquesa de Richmond e Lennox, e o seu primo, o príncipe-herdeiro Frederico da Prússia, representado na cerimônia por Henry de Nassau d'Auverquerque, 1.º Conde de Grantham.
No dia 11 de junho de 1727, quando Luísa tinha dois anos de idade, o seu avô, o rei Jorge I, morreu e o seu pai subiu ao trono como Jorge II.

### Casamento

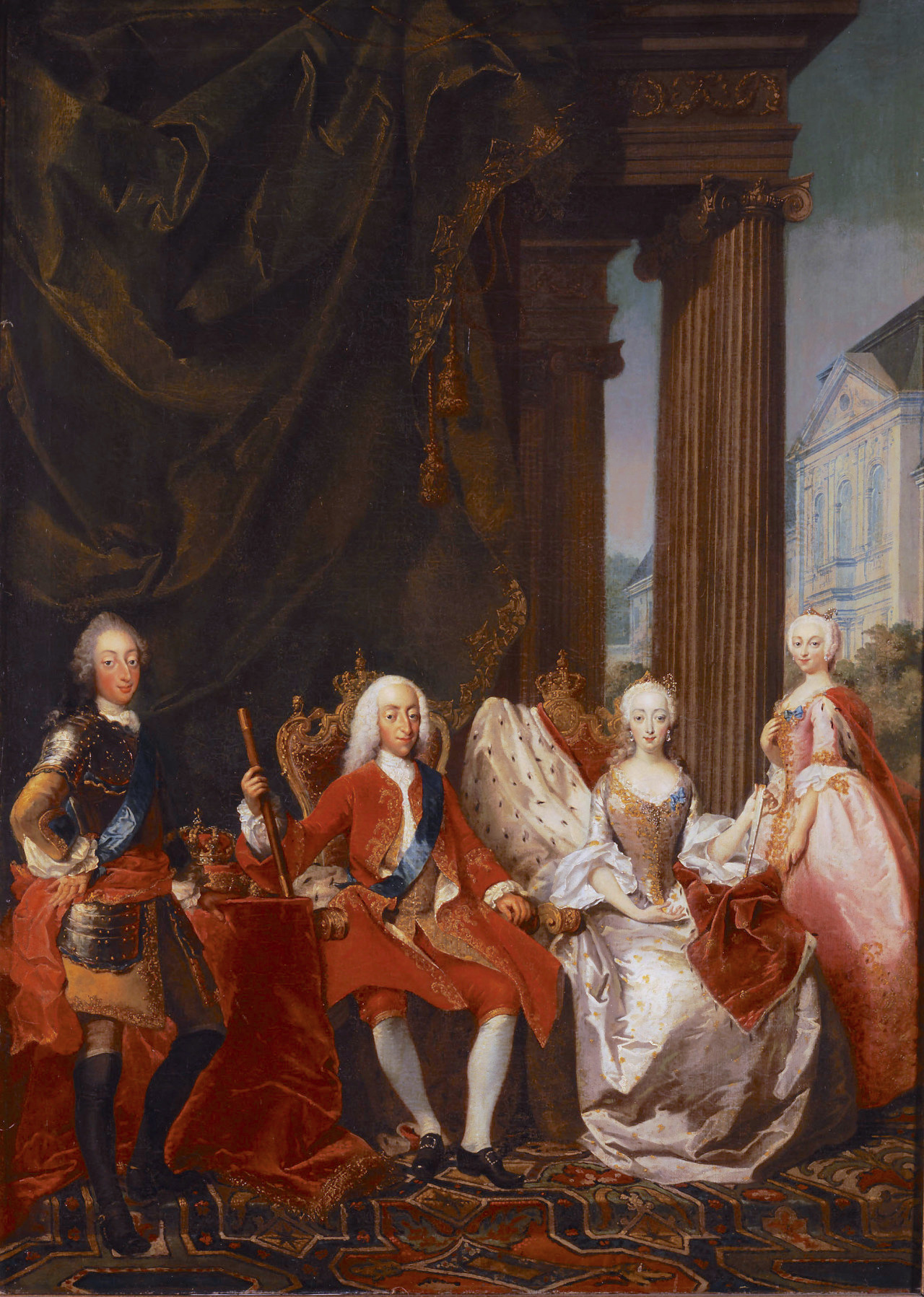
Frederico (primeiro da esquerda) e Luísa (última à direita), então príncipes herdeiros, com o rei Cristiano VI e a rainha Sofia Madalena, ao fundo vê-se o palácio de Hirschholm. Pintado por Marcus Tuscher, em 1744.

O casamento foi proposto pela Grã-Bretanha. Na época do casamento, tanto a França quanto a Grã-Bretanha desejavam fazer uma aliança com a Dinamarca, e a Grã-Bretanha tinha a vantagem de fazer uma aliança matrimonial por questões religiosas. Luísa casou-se, no dia 11 de dezembro de 1743, em Altona, Holstein, com o príncipe Frederico da Dinamarca e Noruega, na esperança por parte do rei dinamarquês, que, com esta aliança, viesse também o apoio britânico à pretensão do filho ao trono sueco.
O casal teve cinco filhos, um dos quais não sobreviveu à infância. Embora o casamento fosse arranjado, o casal se dava muito bem, e seu relacionamento foi descrito como feliz. Frederico sentia-se à vontade com ela e Luísa fingia que não sabia do seu adultério. Luísa rapidamente se fez popular na corte dinamarquesa, e seu sogro o rei Cristiano VI, observou que ela parecia-lhe ser gentil e agradável.

## Rainha
Quando o seu marido subiu ao trono da Dinamarca e Noruega no dia 6 de agosto de 1746 com o nome de Frederico V, Luísa tornou-se sua rainha-consorte.
Luísa era muito querida na Dinamarca e a sua popularidade também influenciava a do marido. Com o seu interesse em música, dança e teatro, o casal deu à corte um tom mais descontraído do que durante o reinado hipocritamente pietista de seus sogros. Em 1747 ela conseguiu fazer com que a aclamada  companhia de ópera italiana de Pietro Mingotti atuasse no teatro da corte e, em 1748 a trupe francesa "Du Londel" foi convidada para atuações dramáticas. Luísa foi também muito elogiada pelos seus esforços em falar dinamarquês, uma vez que quase toda a corte falava alemão.
O esforço a que ela se propôs de falar sempre em dinamarquês com os filhos foi muito apreciado. A rainha era descrita como bem educada e articulada, simpática e conversadora, não muito bonita, mas muito digna e bem preparada para seu papel de rainha. Um diplomata sueco escreveu sobre a rainha:
"Ela tem bom senso e é fácil com palavras, tão amigável, sabe conversar sobre muitos assuntos e pode falar várias línguas, ao dar corte, ela raramente deixa alguém dizer algo. Ela gosta muito de dança e dança bem, tem bom temperamento e é conhecida por sua piedade e excelentes qualidades, gosta de ler e tocar música, toca bem piano e ensina suas filhas a cantar ".
A rainha Luísa opôs-se sem sucesso ao casamento dinástico entre sua filha Sofia Madalena e o Príncipe Herdeiro da Suécia. A razão era, o medo de que sua filha não fosse bem tratada pela rainha da Suécia, Luísa Ulrica da Prússia, que era conhecida por suas opiniões anti-dinamarquesas e por se opor ao casamento, e sabia-se que ela era a verdadeira governante na corte sueca.

### Morte
Luísa faleceu de complicações após sofrer um aborto, enquanto carregava uma sétima criança. Sua morte foi muito sentida na corte, e seu velório foi realizado com grande pompa por parte do estado. Seu sarcófago se encontra na Catedral de Roskilde, na Dinamarca.

## Descendência
De seu casamento com Frederico V teve os seguintes filhos:
1. Sofia Madalena da Dinamarca (3 de Julho de 1746 - 21 de Agosto de 1813), casada com o rei Gustavo III da Suécia; com descendência.
2. Guilhermina Carolina da Dinamarca (10 de Julho de 1747 - 14 de Janeiro de 1820), casada com o príncipe Guilherme I de Hesse-Cassel; com descendência.
3. Cristiano VII da Dinamarca (29 de Janeiro de 1749 - 13 de Março de 1808), casado com a princesa Carolina Matilde da Grã-Bretanha; com descendência.
4. Luísa da Dinamarca (20 de Janeiro de 1750 - 12 de Janeiro de 1831), casada com o conde Carlos de Hesse-Cassel; com descendência.